# Tonopah (Arizona)
Tonopah est une census-designated place du comté de Maricopa, dans l'État de l'Arizona, aux États-Unis. En 2020, elle compte une population de 23 habitants.